# Kietz (Beelitz)
Kietz ist ein Wohnplatz im Ortsteil Schlunkendorf der Stadt Beelitz im Landkreis Potsdam-Mittelmark im Land Brandenburg.

## Geografische Lage
Schlunkendorf liegt rund drei Kilometer nordöstlich des Stadtzentrums, der Wohnplatz liegt rund 320 m nordöstlich des Dorfzentrums von Schlunkendorf. Er grenzt damit im Norden an die Gemeinde Seddiner See und im Osten an die Gemeinde Michendorf. Südlich führt die Bundesstraße 246, westlich die Bundesstraße 2 am Ort vorbei. Die Bebauung konzentriert sich auf den historischen Dorfkern; die umgebenden Flächen werden vorzugsweise landwirtschaftlich genutzt. Nordwestlich bzw. nordöstlich grenzen mit dem Rüdickenberg und dem Mühlenberg zwei Erhebungen an den Wohnplatz an.

## Geschichte
Der Wohnplatz erschien erstmals als Ausbau zu Schlunkendorf gehörig im Jahr 1842, allerdings sind bereits Gebäude im Schmettauschen Kartenwerk ersichtlich. Zu dieser Zeit gab es bereits eine Windmühle, die auf dem 40,8 m hohen Mühlenberg stand und sowohl in den Schmettauschen Karten, wie auch in den Karten des Deutschen Reiches noch zu erkennen ist. Sie ist im 21. Jahrhundert nicht mehr vorhanden.

## Kultur und Sehenswürdigkeiten

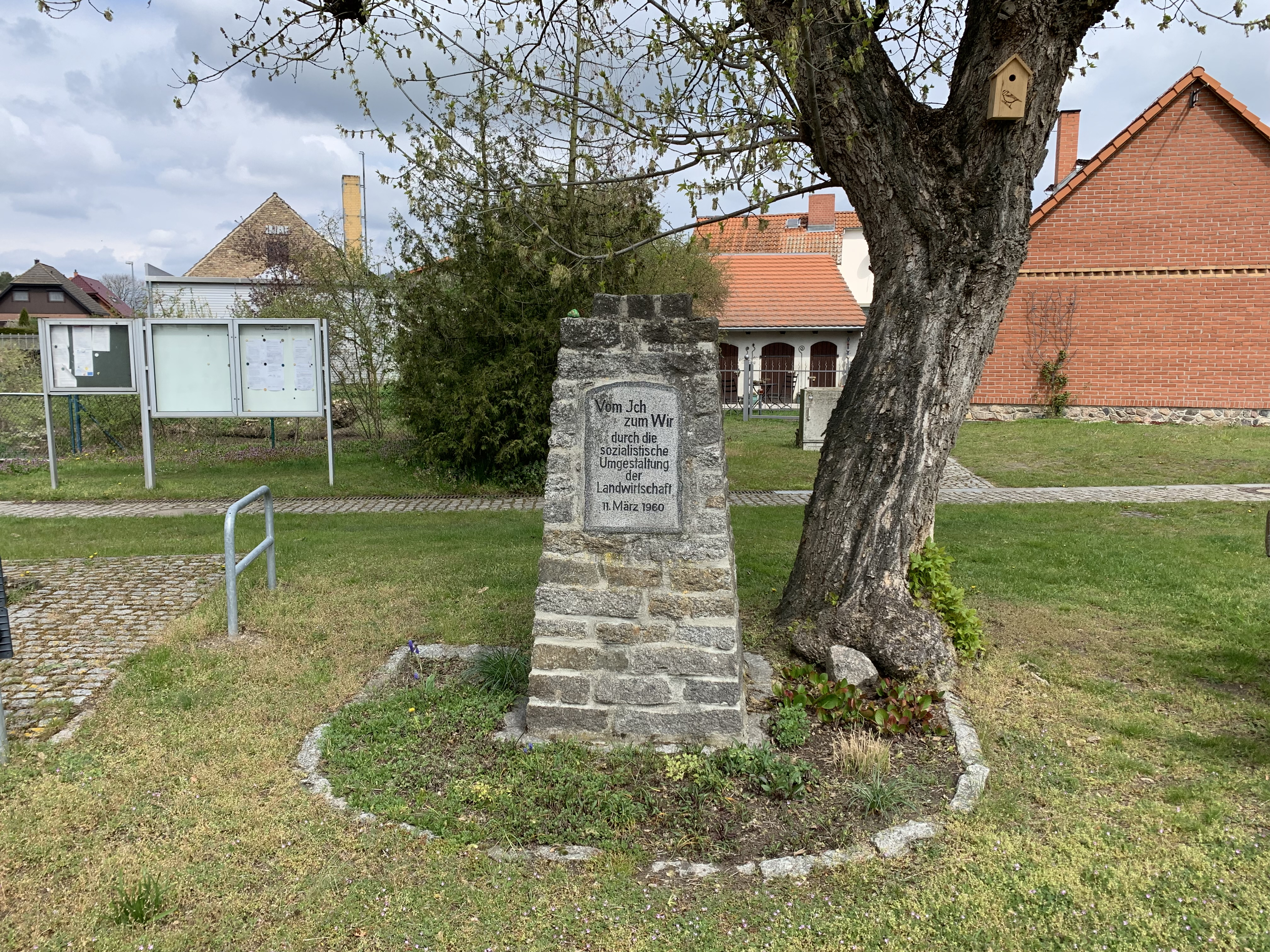
Gedenkstein in Kietz

- Gedenkstein zur sozialistischen Umgestaltung der Landwirtschaft am 11. März 1960 mit der Inschrift „Vom Ich / zum Wir“
- Der Große Nieplitzrundweg, der mit 34,5 km längste Wanderweg des FlämingWalks, führt durch den Wohnplatz.
- Der Wohnplatz ist Sitz des Beelitzer Spargelvereins. Er betreibt das Spargelmuseum Beelitz, das bis 2018 im Kietz betrieben wurde und sich nun in der Altstadt von Beelitz befindet.